# Komorní filharmonie Pardubice
Komorní filharmonie Pardubice je český orchestrální soubor. Byla založena roku 1969 Liborem Peškem a stala se tak prvním profesionálním orchestrem ve východních Čechách. Soubor sídlí v Domě hudby v Pardubicích a má 38 stálých členů. V letech 2008–2010 byl ředitelem Vojtěch Stříteský. Na postu ho poté vystřídala až do roku 2019 Jarmila Jarmila Zbořilová. V současné době je ředitel Pavel Svoboda.
Komorní filharmonii Pardubice lze jejím obsazením označit jako menší symfonické těleso haydnovsko-mozartovského typu. V Pardubicích pořádá abonentní cykly, koncertuje v dalších městech kraje i celé republiky. Pravidelně se účastní festivalů v České republice, a zároveň koncertuje v mnoha koncertních sálech v Evropě i zámoří.

## Dirigenti
- Libor Pešek
- Libor Hlaváček
- Petr Altrichter
- Bohumil Kulínský
- Petr Škvor
- Róbert Stankovský
- Leoš Svárovský
- Marko Ivanović
- Peter Feranec
- Stanislav Vavřínek